# Australmålla
Australmålla (Atriplex suberecta) är en amarantväxtart som beskrevs av Inez Clare Verdoorn. Enligt Catalogue of Life ingår Australmålla i släktet fetmållor och familjen amarantväxter, men enligt Dyntaxa är tillhörigheten istället släktet fetmållor och familjen amarantväxter. Arten har ej påträffats i Sverige. Inga underarter finns listade i Catalogue of Life.

## Bildgalleri

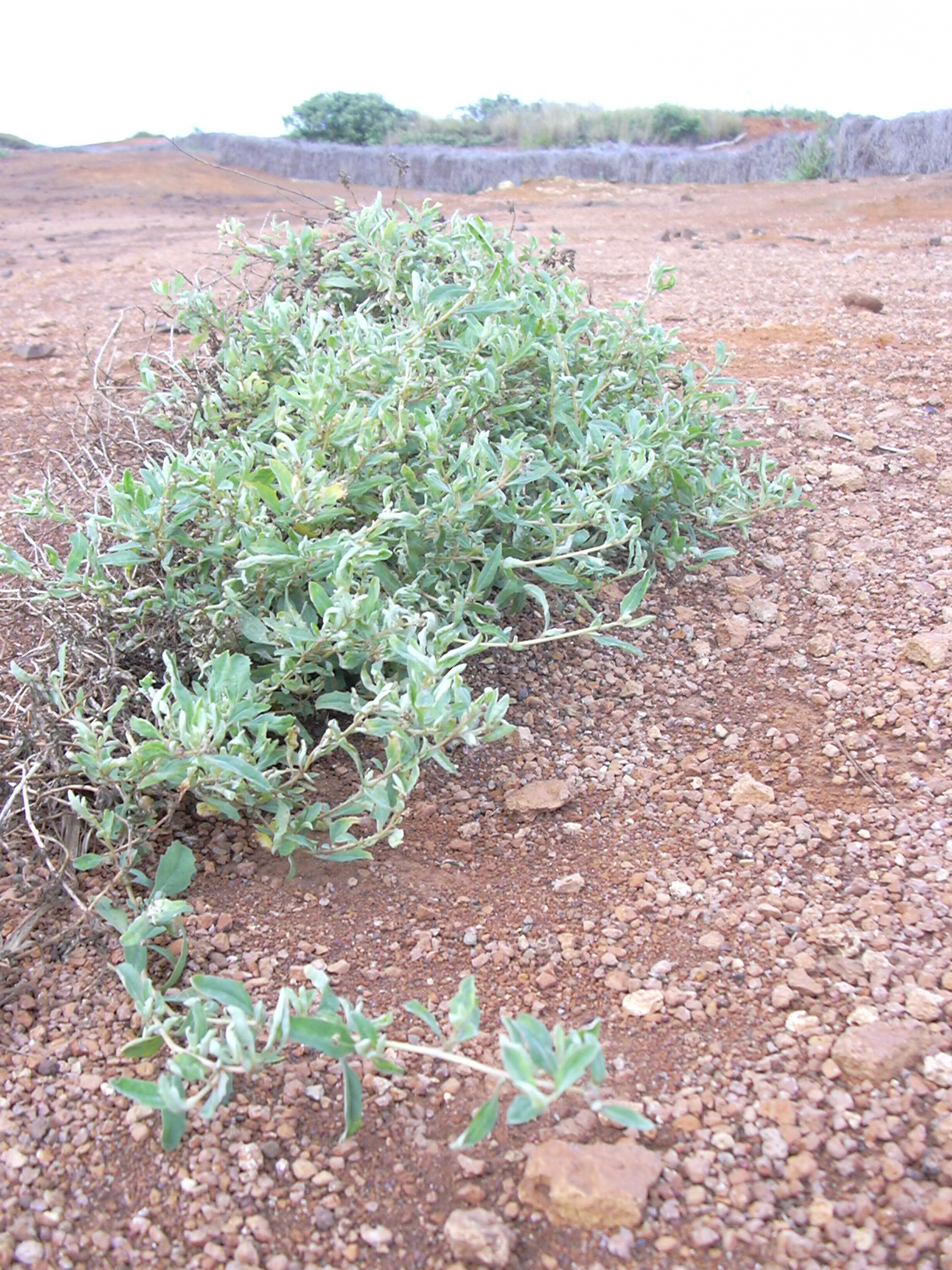
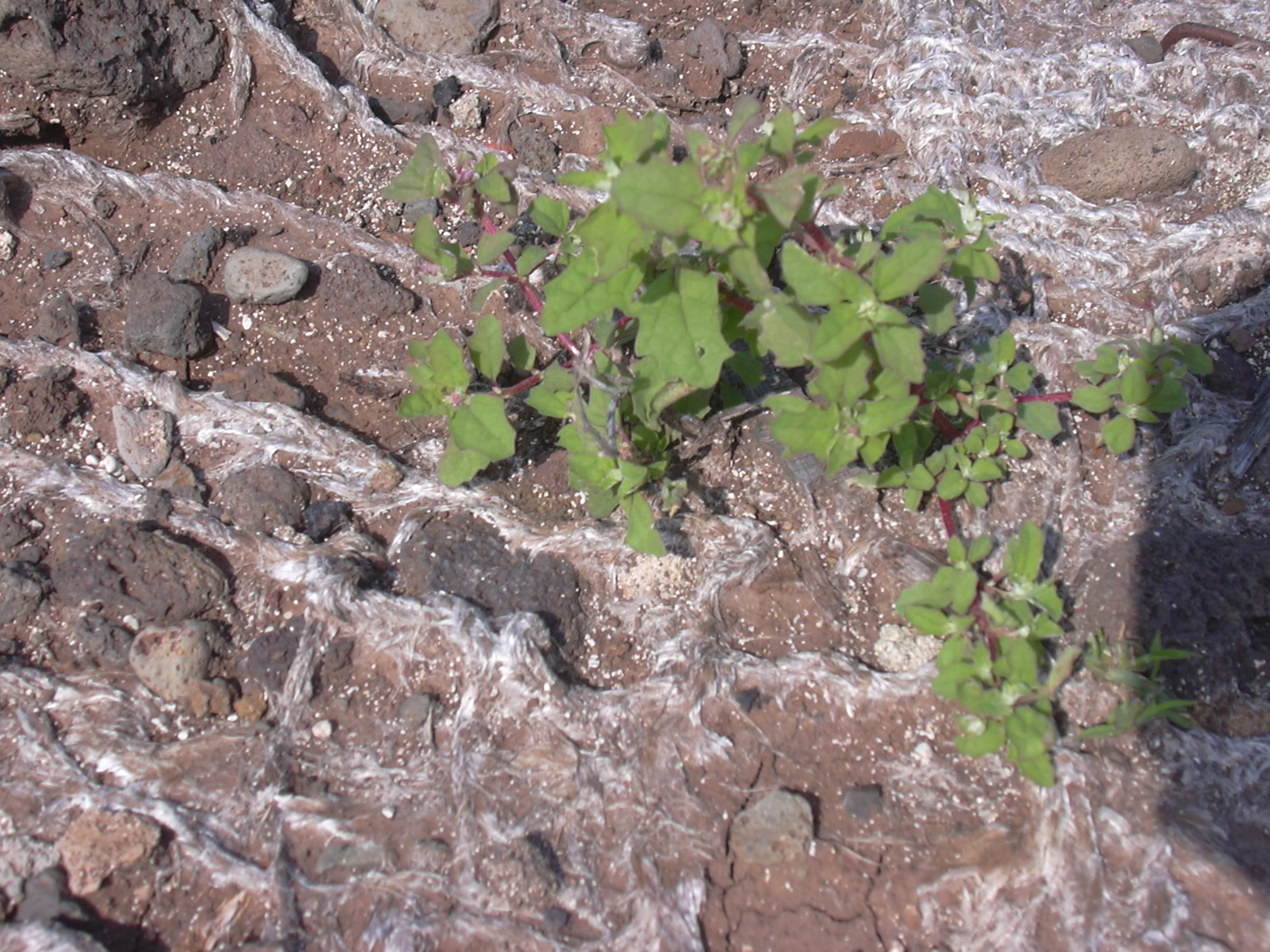
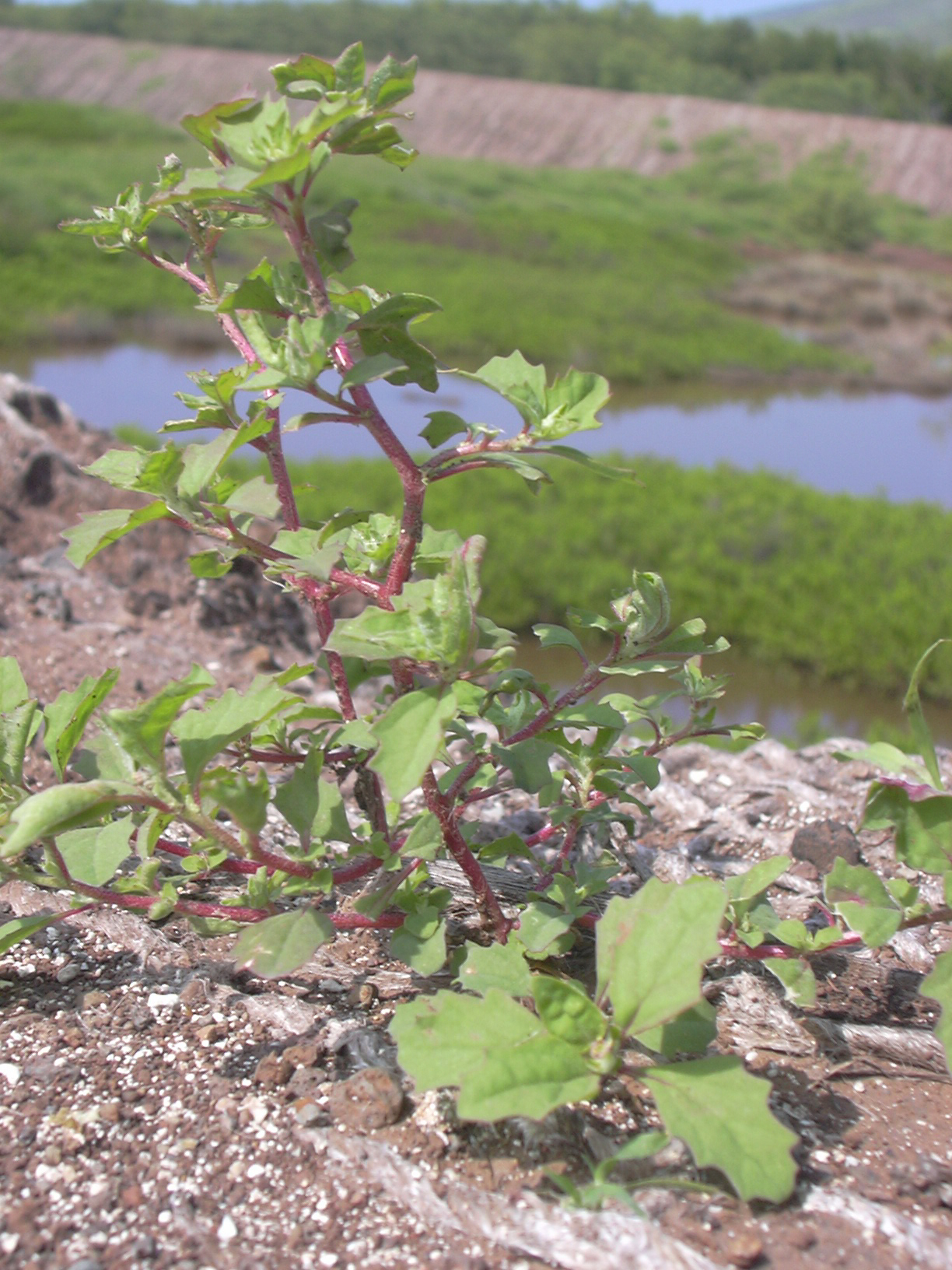
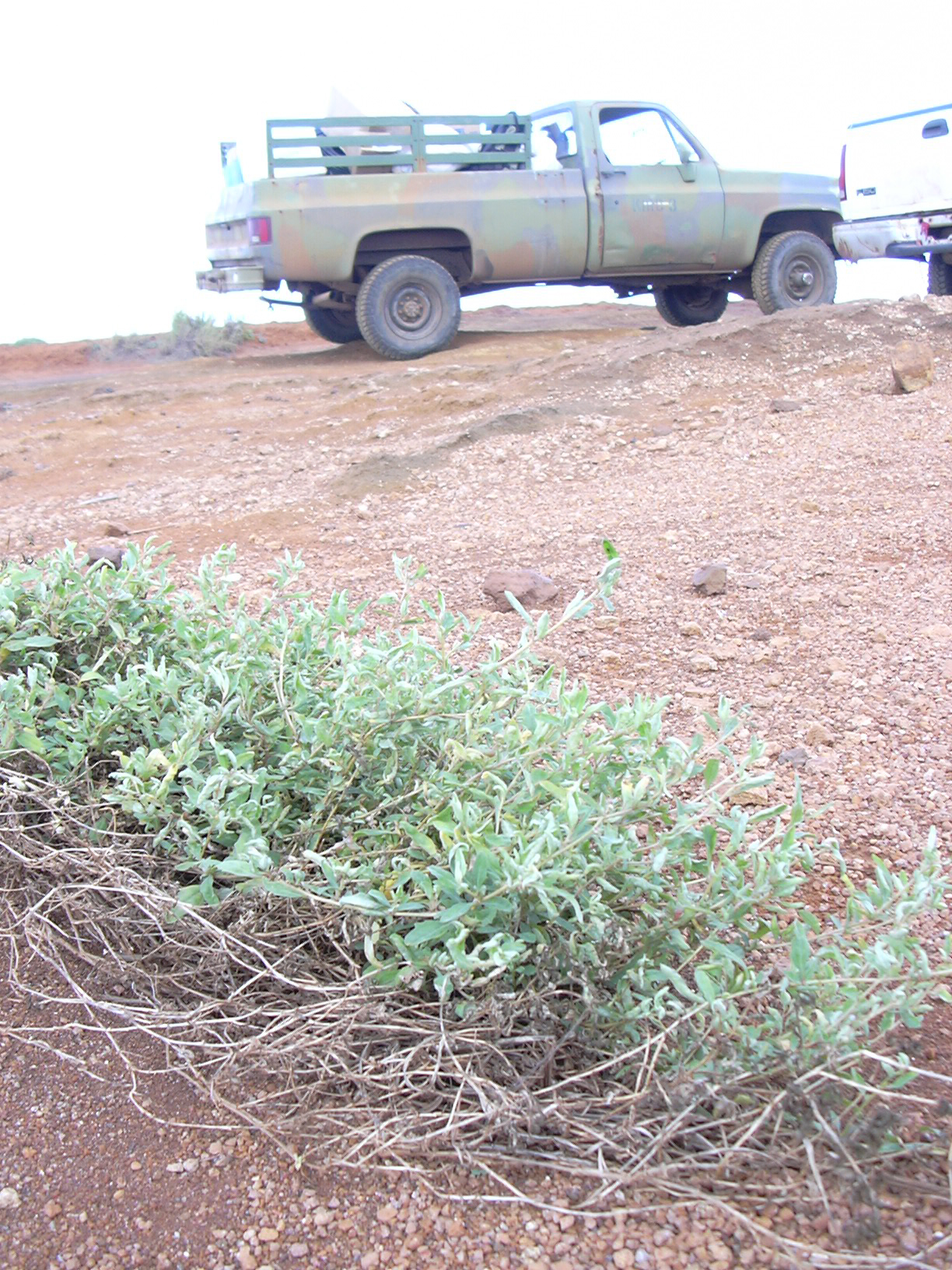
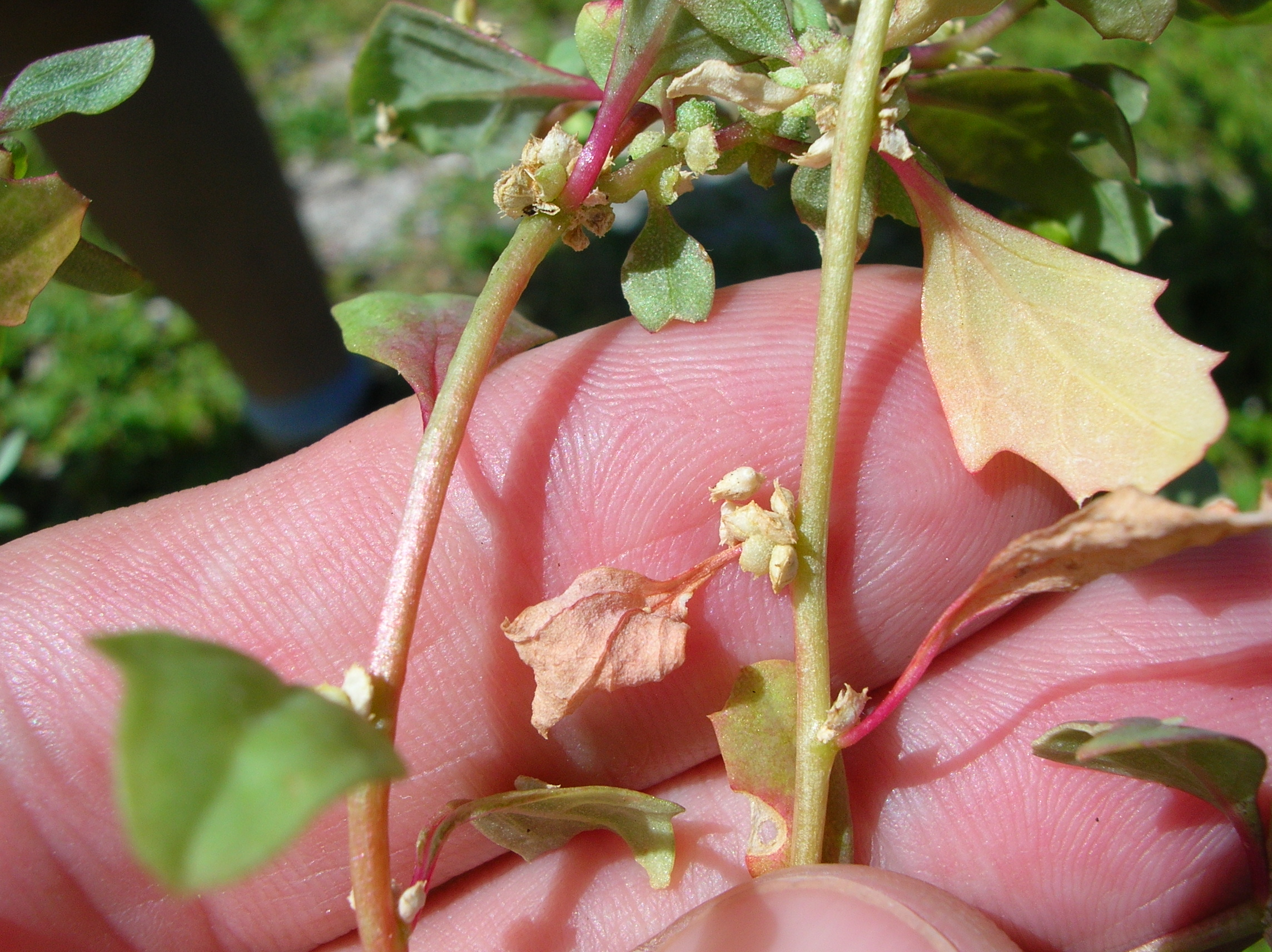
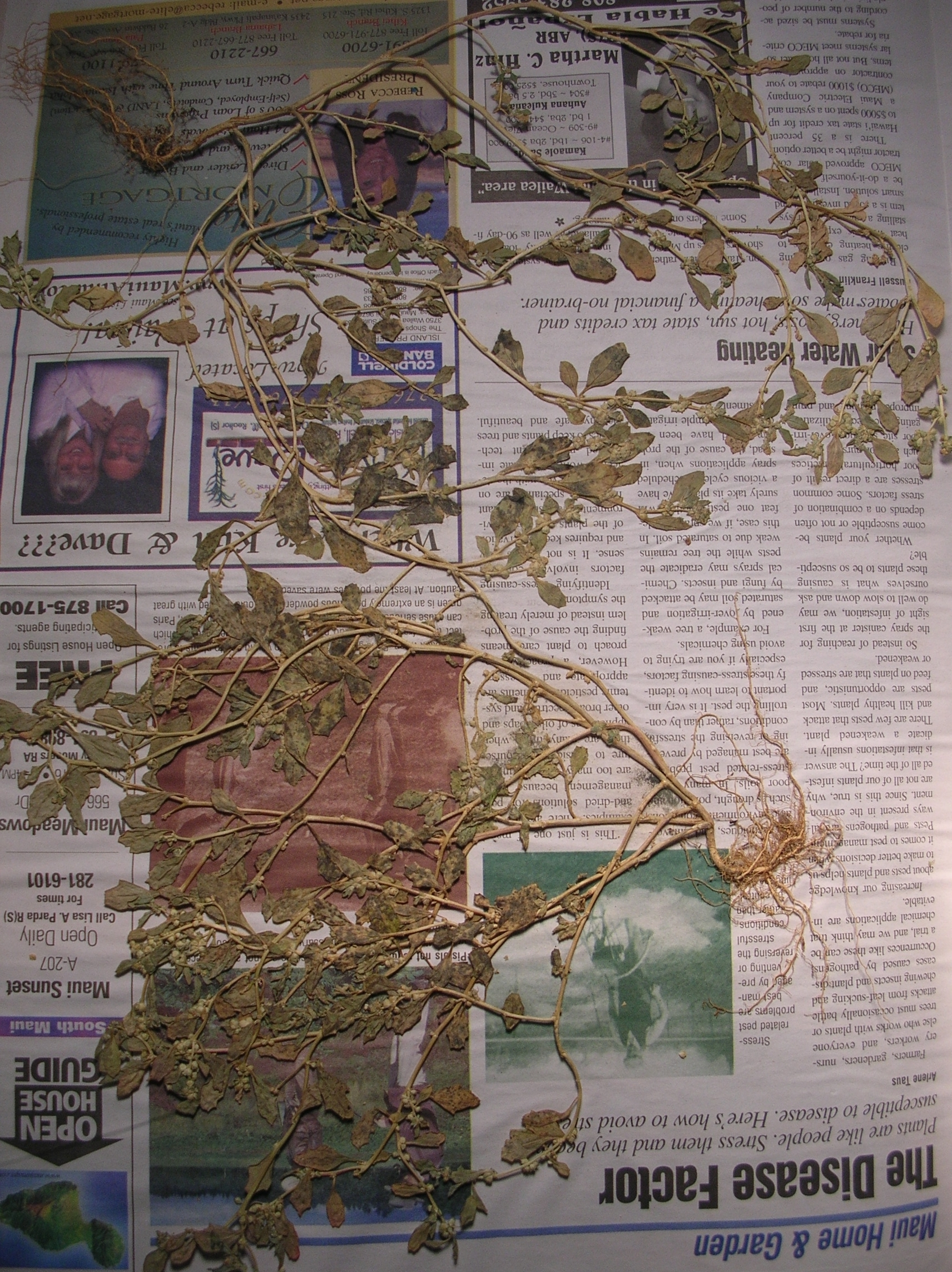